# Farmakonom Dagen
Farmakonom Dagen (engelsk: Pharmaconomist Day) er navnet på et landsdækkende farmakonomfagligt arrangement, der udbydes og afholdes af Farmakonomforeningen hvert 3. år. Alle farmakonomer og farmakonomstuderende, der er medlem af Farmakonomforeningen kan – mod deltagerbetaling – tilmelde sig og deltage i Farmakonom Dagen. Der er dog kun plads til 1.000 deltagere, hvorfor tilmelding foregår efter først til mølle-princippet.

## Farmakonom Dagens indhold
På Farmakonom Dagen deltager altid Farmakonomforeningens formand (pt. Susanne Engstrøm), Apotekerforeningens formand (pt. Niels Kristensen) samt Pharmadanmarks formand (pt. Steffen Bager). Farmakonom Dagen byder på en række foredrag og fagpolitiske debatter, hvor førende danske farmakonomer, læger, forskere, farmaceuter, sundhedspolitikere og andre sundhedsprofessionelle diskuterer aktuelle emner af farmakonomrelavans som f.eks. klinisk farmaci, patientsikkerhed, rationel farmakoterapi, folkesundhed, det danske sundhedsvæsen, arbejdsmiljø, apoteksmonopol, efter- og videreuddannelse, sundhedsydelser m.v.
Farmakonom Dagen danner samtidig ramme om en stor farmakonomfaglig messe. Således præsenterer en del farmakonomer deres egne farmakonomprojekter på en faglig posterudstilling, så andre farmakonomer kan blive inspirerede deraf. Der bliver også holdt en kunstudstilling, hvor farmakonomer, der enten er amatørkunstnere eller professionelle kunstnere, udstiller deres kunstværker. Derudover kan man på Farmakonom Dagen finde repræsentanter og konsulenter fra mange forskellige medicinal-, apoteks-, sygepleje- og hudplejevirksomheder, som ved hver deres bod informerer om og reklamerer for deres varer. I løbet af Farmakonom Dagen afholdes også en række konkurrencer.

## Farmakonom Dagen gennem årene

### Farmakonom Dagen 2003
Farmakonom Dagen 2003 var Farmakonomforeningens første Farmakonom Dagen-arrangement nogensinde, der blev afholdt søndag den 23. marts 2003 i Odense Congress Center.

### Farmakonom Dagen 2006
Farmakonom Dagen 2006 var Farmakonomforeningens andet Farmakonom Dagen-arrangement og blev afholdt søndag den 19. marts 2006 på Radisson SAS H.C. Andersen Hotel i Odense.

### Farmakonom Dagen 2009
Farmakonom Dagen 2009 var Farmakonomforeningens tredje Farmakonom Dagen-arrangement og blev afholdt søndag den 15. marts 2009 på Radisson SAS H.C. Andersen Hotel i Odense.

## Eksterne kilder, links og henvisninger
- Farmakonomforeningens informationsside om Farmakonom Dagen 2009 Arkiveret 21. september 2008 hos  Wayback Machine
- Program for Farmakonom Dagen 2009, udarbejdet af Lægemiddelindustriforeningen (Webside ikke længere tilgængelig)
- "Vis jeres faglighed til verden" – artikel om Farmakonom Dagen 2006, udarbejdet af Farmakonomforeningen (Webside ikke længere tilgængelig)
- "Klinisk farmaci, rabatter og mere liberalisering" – artikel om Farmakonom Dagen 2006, udarbejdet af Danmarks Apotekerforening (Webside ikke længere tilgængelig)